# Arno Müller
Arno Müller (Vordemwald, 13 juli 1947) is een Zwitsers componist en dirigent.

## Levensloop
Müller studeerde HaFa-directie van 1972 tot 1976 aan de Muziekacademie Bazel in Bazel en ook privé compositie bij Franz Königshofer in Solothurn. Na afstuderen aan de "Rekrutenschule" van de Zwitserse militaire muziek in 1968 werd hij dirigent van verschillende blaasorkesten en zangverenigingen. Hij is eveneens als leraar aan de Kantonsschool in Beromünster werkzaam.
Als componist schreef hij verschillende werken voor harmonieorkest. Müller is voorzitter van de kantonnale muziekcommissie Solothurn (SOBV).

## Composities

### Werken voor harmonieorkest
- 1975 La procession des animaux préhistoriques
- 1975 Varitationen über eine Aargauer Volksweise
- 1980 Ora et labora, hymne
- Cinderella, mars
- Concertino Romantico, dialoog voor harmonieorkest en draaiorgel
- Meditation, voor harmonieorkest
- Meditation for Brass, voor brassband
- MFD - Marsch